# Goriano
Goriano (in sloveno Gorjansko, in passato Gorjanska o Goreanska; in italiano in passato Goriansca o Goriasco) è un centro abitato della Slovenia, frazione del comune di Comeno.
La località è situata sul Carso a 198 metri s.l.m., a 3,3 km sud-ovest del capoluogo comunale e a 3,1 km dal confine italiano (Valico secondario di San Pelagio).
È capoluogo di una comunità locale, che include anche il vicino insediamento di Nadrožica.

## Storia
Dopo la caduta dell'Impero romano, e la parentesi del Regno ostrogoto, a seguito della Guerra gotica (553) promossa dall'imperatore Giustiniano I il suo territorio entrò a far parte dei domini bizantini.
Dopo la calata, nel 568, attraverso la Valle del Vipacco nell'Italia settentrionale dei Longobardi, seguiti poi da popolazioni slave, rimase sotto dominio bizantino (il confine tra l'Istria bizantina e il Regno longobardo era fissato su una linea poco più a ovest che da Sistiana passava per Sella di Bivio). Dopo una parentesi di dominazione longobarda dal 751 ad opera del loro re Astolfo, l'Istria tornò in mano bizantine dal 774.
Annientati i Longobardi, Carlo Magno, re dei Franchi, nel 788 occupò anche l'Istria bizantina inglobandola nel Regnum Italiae affidato da Carlo al figlio Pipino; nell'803 venne istituita la Marchia Austriae et Italiae che comprendeva il Friuli, la Carinzia, la Carniola e l'Istria. Alla morte di Pipino nell'810, il territorio passò in mano al figlio Bernardo.

Con la morte di Carlo Magno nell'814, la carica imperiale passò a Ludovico I che affidò il Regno d'Italia al suo primogenito Lotario, il quale già nell'828 (dopo aver deposto Baldrico per non aver saputo difendere le frontiere orientali dagli Slavi) divise la parte orientale del Regno, ossia la Marca Orientale (o del Friuli), in quattro contee: Verona, Friuli, Carniola e Istria (comprendente il Carso e parte della Carniola interna).
In seguito al Trattato di Verdun, nell'843, il suo territorio entrò a far parte della Lotaringia in mano a Lotario I e più specificatamente dall'846 della Marca del Friuli, in mano al marchese Eberardo a cui succedettero prima il figlio Urnico e poi l'altro figlio Berengario.
Cessato il dominio franco con la deposizione di Carlo il Grosso, Berengario, divenuto re d'Italia, passò il marchesato aquileiese al suo vassallo Vilfredo che venne poi nell'895 da lui nominato marchese del Friuli e dell'Istria.
Nel 951 passò alla Marca di Verona e Aquileia.

Nel 952 l'imperatore Ottone I obbligò il re d'Italia Berengario II a rinunciare alle contee “Friuli et Istria”, unendole al Impero romano-germanico e subordinandole al Ducato di Baviera tenuto dal suo fratellastro Enrico I a cui successe il figlio Enrico II. Nel 976 passò al Ducato di Carinzia appena costituito dall'imperatore Ottone II.
Dal 1027 il suo territorio, come tutto il Carso, fece parte del Patriarcato di Aquileia, che da quell'anno venne proclamato da Corrado II, nella dieta di Verona, “feudo immediato dell'impero”, venendo così tolto dalla dipendenza dei duchi di Carinzia; nel 1077 il Patriarcato venne innalzato (e costituito dall'imperatore Enrico IV) a Principato ecclesiastico di Aquileia, che ebbe influenza, mediante apposito diploma emesso lo stesso anno dall'imperatore, anche sulla marca di Carniola e sulla contea dell'Istria (quest'ultima già dal 1040 avente lo status di Marchia et Comitatus Histriae, e dal 1070 ceduta dall'imperatore a Marquardo III di Eppenstein; Marquardo III, aveva sposato Edvige o Haldemud, figlia di Wilpurga e Variento, duca del Friuli e signore di Gorizia, dal quale ereditò le signorie isontine).
Dall'XI secolo comparvero sulle coste triestine i Duinati, una stirpe di guerrieri germanici, che si stabilirono nei resti della torre romana di Duino; vassalli del vescovo di Pola alla fine del XII secolo avevano terre e Castelli nel Carso tra i golfi di Trieste e di Fiume; inizialmente i rapporti tra i patriarchi e i cavalieri di Duino (vassalli dei primi) furono cordiali, ma successivamente i Duinati strinsero solidi rapporti con i potenti conti di Gorizia, divenendone capitani generali, che mal tolleravano l'influenza di Aquileia nella regione; specialmente Ugone II fu a fianco del conte Alberto di Gorizia in molte circostanze.

Il rapporto tra Duinati e i conti goriziani durò fino al 1337, quando i Duinati dopo essersi riavvicinati ai patriarchi, si allearono ai duchi d'Austria e cioè alla potente famiglia degli Asburgo; il passaggio di alleanza fu dovuto soprattutto all'esigenza di trovarsi un protettore più potente dalle insidie e dai pericoli rappresentati dalla forte ondata espansionista veneziana nell'Adriatico settentrionale che riprese vigore agli inizi del XIV secolo.

Nel 1366 gli Absurgo misero sotto la loro protezione i conti di Duino; la famiglia dei conti di Duino però si estinse nel 1395 con Ugo di Duino e la signoria passò all'Austria che ne investì i signori di Walsee.

La Signoria di Duino, divenuta uno dei Capitanati della Contea di Gorizia e Gradisca nel 1512, assieme ad altri feudi del Carso, fu poi ceduta alla Carniola nel 1524, a sua volta parte del Circolo austriaco del Sacro Romano Impero.
Nel 1587 la Signoria passò ai milanesi Della Torre di Valsassina. Il territorio di Goriano, pur nei domini imperiali, rimase sotto la signoria di Duino per altri secoli.
Con il trattato di Schönbrunn (1809) entrò a far parte delle Province Illiriche.
Col Congresso di Vienna nel 1815 Goriansca (Gorjansko, Gorjanska o Goreanska) rientrò in mano austriaca nel Regno d'Illiria nel Distretto di Duino del Circolo di Gorizia (1819) poi Distretto di Monfalcone come comune catastale autonomo che comprendeva anche il villaggio di Nadrožica (o Nadrositza); passò in seguito sotto il profilo amministrativo al Litorale austriaco nel 1849 sempre come comune (nel frattempo anche amministrativo) autonomo, la cui circoscrizione territoriale comprese anche il comune catastale di Iuvanigrad/Ivanigrad (poi Ivanji Grad).
Durante la prima guerra mondiale fu la retrovia delle truppe austro-ungariche.
Dopo la prima guerra mondiale fu annesso al Regno d’Italia e venne inquadrato nella Provincia di Gorizia sempre come comune autonomo. L'anno successivo il nome del paese venne modificato dapprima in Goriasco e poi in Goriano. La circoscrizione territoriale del comune rimase invariata, continuando a includere le frazioni di Nadrosizza/Villa Nadrosizza (Nadrožica) e Ivanigrad/Castelgiovanni (Ivanji Grad), col centro di Zagrai/Zagraie.

In seguito all'abolizione della stessa Provincia nel 1923, passò alla Provincia di Udine nel Circondario di Gorizia, per poi passare, nel 1927, alla ricostituita Provincia di Gorizia. Nel 1928 il governo Mussolini annesse il paese al comune di Comeno, di cui fa tuttora parte.
Fu soggetto alla Zona d'operazioni del Litorale adriatico (OZAK) tra il settembre 1943 e il 1945 e tra il 1945 e il 1947, trovandosi a ovest della Linea Morgan, fece parte della Zona A della Venezia Giulia (ma a breve distanza con l'enclave della Zona B, in mano a 2000 soldati dell'armata jugoslava) sotto il controllo Britannico-Americano del Governo Militare Alleato (AMG); passò poi alla Jugoslavia e quindi alla Slovenia.

## Monumenti d'interesse
Nella località si trova il cimitero militare austro-ungarico delle diecimila salme relativo alla prima guerra mondiale e posto accanto al cimitero del piccolo paese, lungo la strada regionale che porta a Brestovizza. Si tratta del più grande cimitero dell'esercito austro-ungarico nella zona del fronte dell'Isonzo; vi sono, infatti, sepolti oltre 10.000 militari di nazionalità diverse.